# 桜井美奈
桜井 美奈（さくらい みな、1974年 - ）は、日本の小説家。新潟県在住。

## 経歴・人物
2012年、投稿作「きじかくしの庭」が第19回電撃小説大賞大賞（第1席）を受賞し、翌年同作を刊行し作家デビューした。一時期新作の発表が途絶えていたが、2017年に約4年ぶりに新作を発表。以後コンスタントに執筆している。
2021年3月、小日向まるこによるコミカライズ版『塀の中の美容室』（小学館ビッグコミックススペシャル、2020年8月）が、第24回文化庁メディア芸術祭マンガ部門にて優秀賞を受賞した。
2023年3月より日本推理作家協会会員。

## 作品リスト

### 単行本
- 『きじかくしの庭』（メディアワークス文庫、2013年2月）
- 『落第教師 和久井祥子の卒業試験』（メディアワークス文庫、2013年8月）
- 『嘘が見える僕は、素直な君に恋をした』（双葉文庫、2017年6月）
- 『マンガハウス!』（光文社文庫、2017年10月）
- 『塀の中の美容室』（双葉文庫、2018年9月）
- 『居酒屋すずめ 迷い鳥たちの学校』（文響社、2018年12月 / ハルキ文庫、2020年5月）
- 『さようならまでの3分間』（一迅社メゾン文庫、2019年6月）
- 『幻想列車 上野駅18番線』（講談社タイガ、2021年3月）
- 『殺した夫が帰ってきました』（小学館文庫、2021年4月）
- 『相続人はいっしょに暮らしてください』（祥伝社文庫、2022年10月）
- 『私が先生を殺した』（小学館文庫、2023年5月）
- 『私、死体と結婚します』（ハルキ文庫、2024年3月）
- 『眼鏡屋 視鮮堂 優しい目の君に』（講談社タイガ、2024年6月）
- 『復讐の準備が整いました』（朝日新聞出版、2025年4月）